# Kostel svatého Mikuláše (Brniště)
Kostel svatého Mikuláše je barokní stavba stojící v areálu obklopeném ohradní zdí se vstupní branou v centru obce Brniště na Českolipsku. Byl postaven ve 14. století a je spojen s patronátem Vartenberků. Jeho věž tvoří z daleka viditelnou dominantu. Prošel barokizací na konci 17. století a poté řadou dalších úprav a rekonstrukcí věže, mj. po zničujícím úderu blesku 1808. Od roku 1958 je zapsán na seznamu kulturních památek. Ve 21. století probíhá zvolna jeho oprava.

## Historie

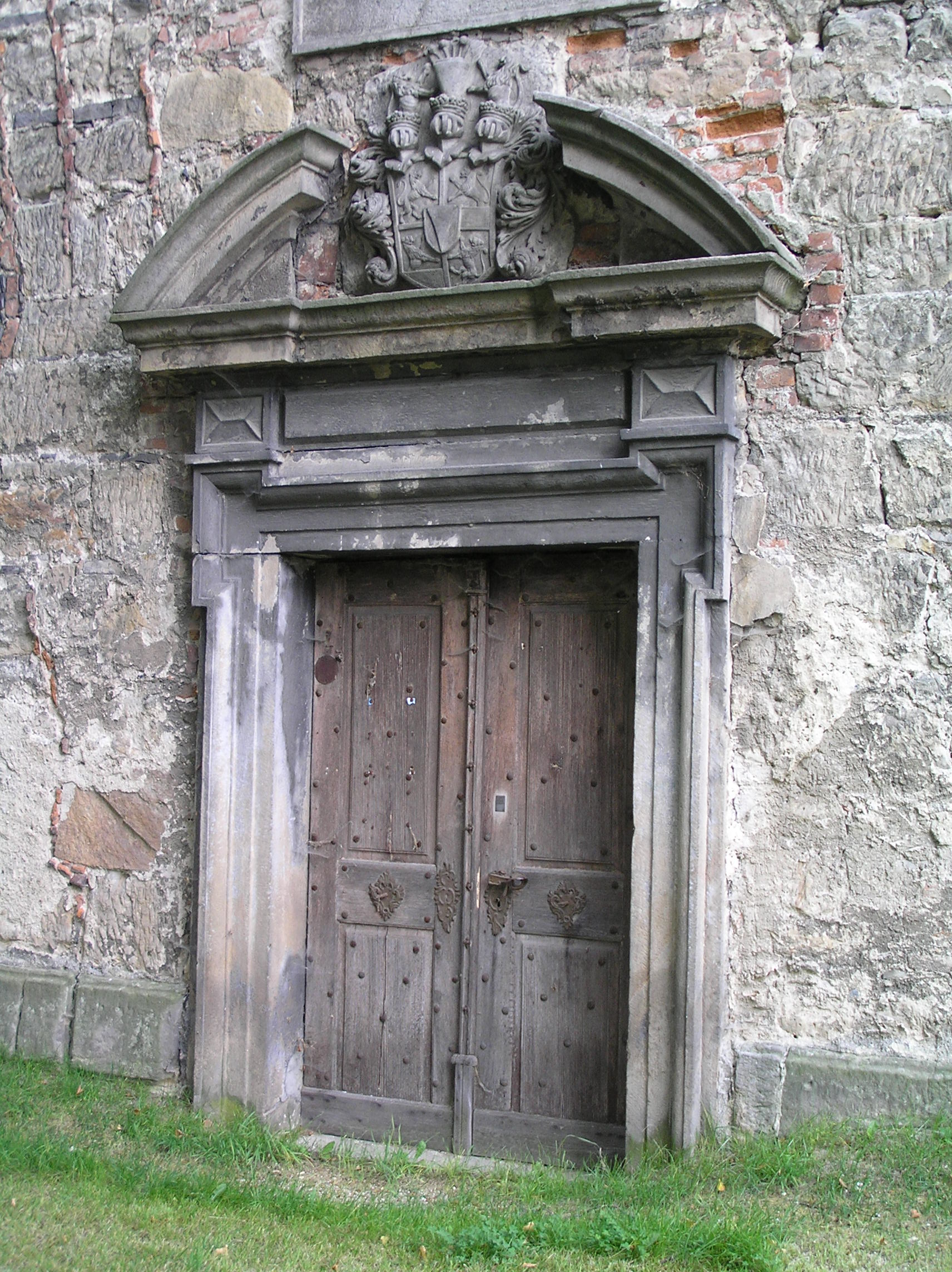
Vstup do kostela s erbem hraběte Lichtenštejn-Kastelkorna

### Nejstarší období

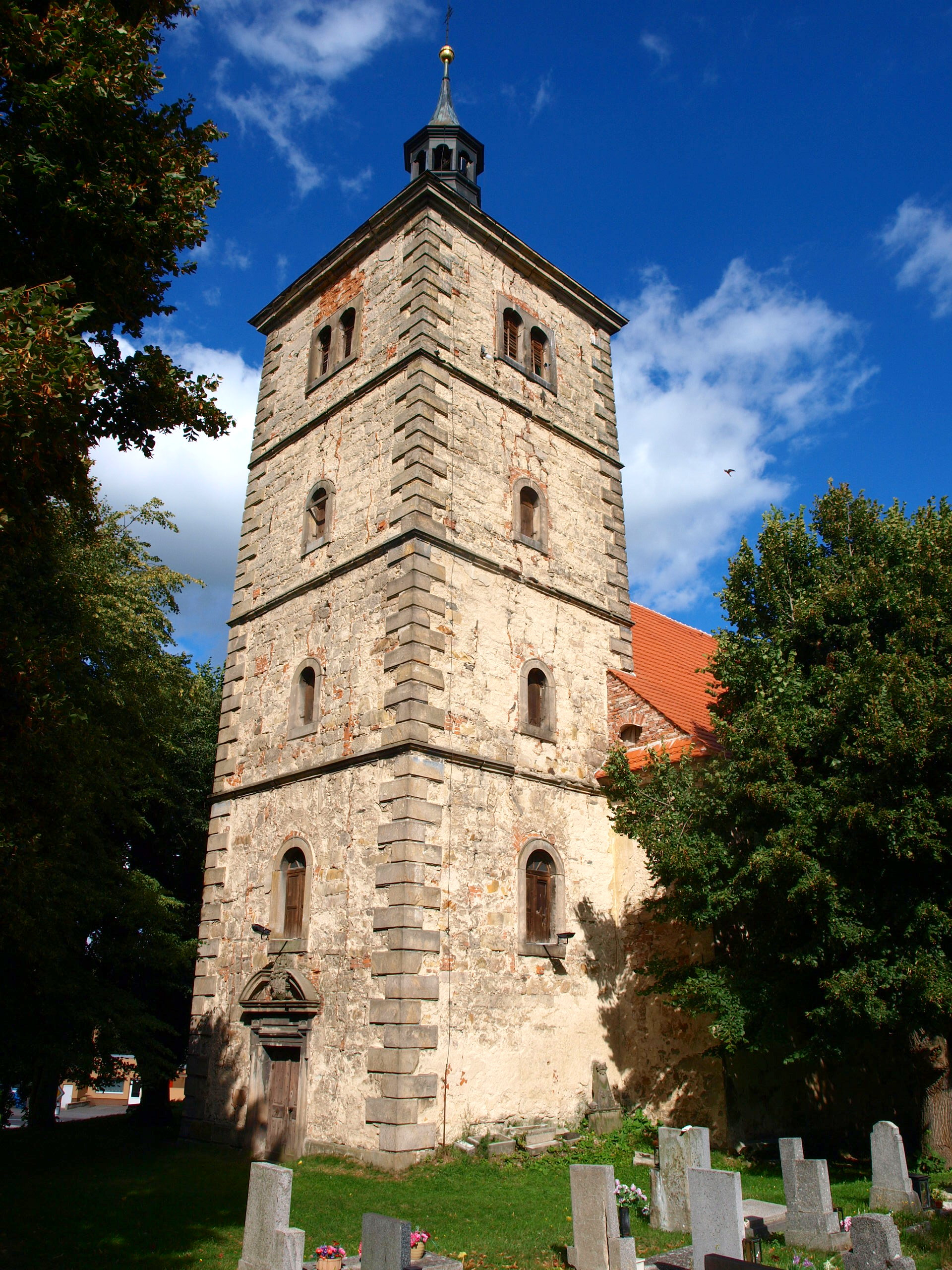
Věž kostela sv. Mikuláše

Na místě původního románského či raně gotického, dřevěného kostelíka byl postaven nový, jehož existence byla poprvé doložena v roce 1384, existoval asi už od roku 1359, jak uvádějí záznamy. Z původního gotického kostela je zachováno zdivo do výše 4 metrů. Duchovní správou příslušel k pražské arcidiecézi, podléhal děkanství v Jablonném v Podještědí a byl filiálním kostelem Stráže pod Ralskem až do roku 1700. Od roku 1413 byl zasvěcen svatému Mikuláši, podobně jako kostel ve Stráži, odkud byly převezeny relikvie do Brniště. Až v roce 1700 se Brniště stalo samostatnou farností, ke které patřil Grunov, Hlemýždí, Růžodol a Luhov. Do té doby byl kostel pravděpodobně dřevěný. Zvonice byla přistavěna roku 1697. V letech 1699 až 1728 byl farní kostel přestavěn do barokního slohu na pokyn hraběte Lichtenštejn-Kastelkorna a ten také nechal roku 1699 postavit vstupní bránu se svým erbem. V roce 1711 byla na vstupní bráně postavena socha svatého Mikuláše.

### Požár 1808
Po opakovaném úderu blesku 21. dubna 1808 (bouře trvala od dvou hodin odpoledne až do půlnoci) vyhořel i s kupolí. Vnitřní zařízení kostela bylo silně poškozeno. Byl pak obnoven bez kupole a s věží o patro menší. Opravy lodě po požáru probíhaly rok. Opravován byl z příspěvků místních dárců i od dárců z okolí. Do „knoflíku“ na nové věži byly umístěny důležité listiny. Zvony byly poškozeny a musely být znovu přetaveny. Nově přetavené zvony pak byly tyto:
- Umíráček – byl darován Michelem Tölzerem z Hlemýždí a nesl nápis „Ulil mne Johann Christian Schunke v Praze 1774“.
- Velký zvon – nesl nápis „Verbum Domini manet in aeternum“ („Slovo Boží trvá věčně“).
- Střední zvon – nesl nápis „1808 21. dubna večer v ¾ na osm jsem by poraněn bleskem. 1823 v srpnu mne přetavil a ulil v měsíci srpnu W. Paul v Lípě. Albert Breier, děkan Anton Breier kaplan, Anton Schile čp. 33, rychtář v Brništi.“
- Malý zvon – nesl nápis „1823 v měsíci srpnu mne znovu ulil W. Paul v Lípě. Svatý Antoníne, sv. Jene z Nepomuku, pros za nás.“[4]

Kostel byl pak v průběhu 19. století mnohokrát opravován. V období 1. světové války kostel přišel o původní zvony, které byly roztaveny pro válečné účely, s výjimkou Umíráčku, který se zachoval. Nové zvony byly svěceny o svatodušních svátcích v roce 1922. V roce 1923 dostal kostel nové hodiny. Elektřina byla do kostela zavedena v roce 1927.
V květnu 1958 byl zapsán do celostátního seznamu kulturních památek pod e. č. 31102/5-2858.

### Komunistická totalita a současnost

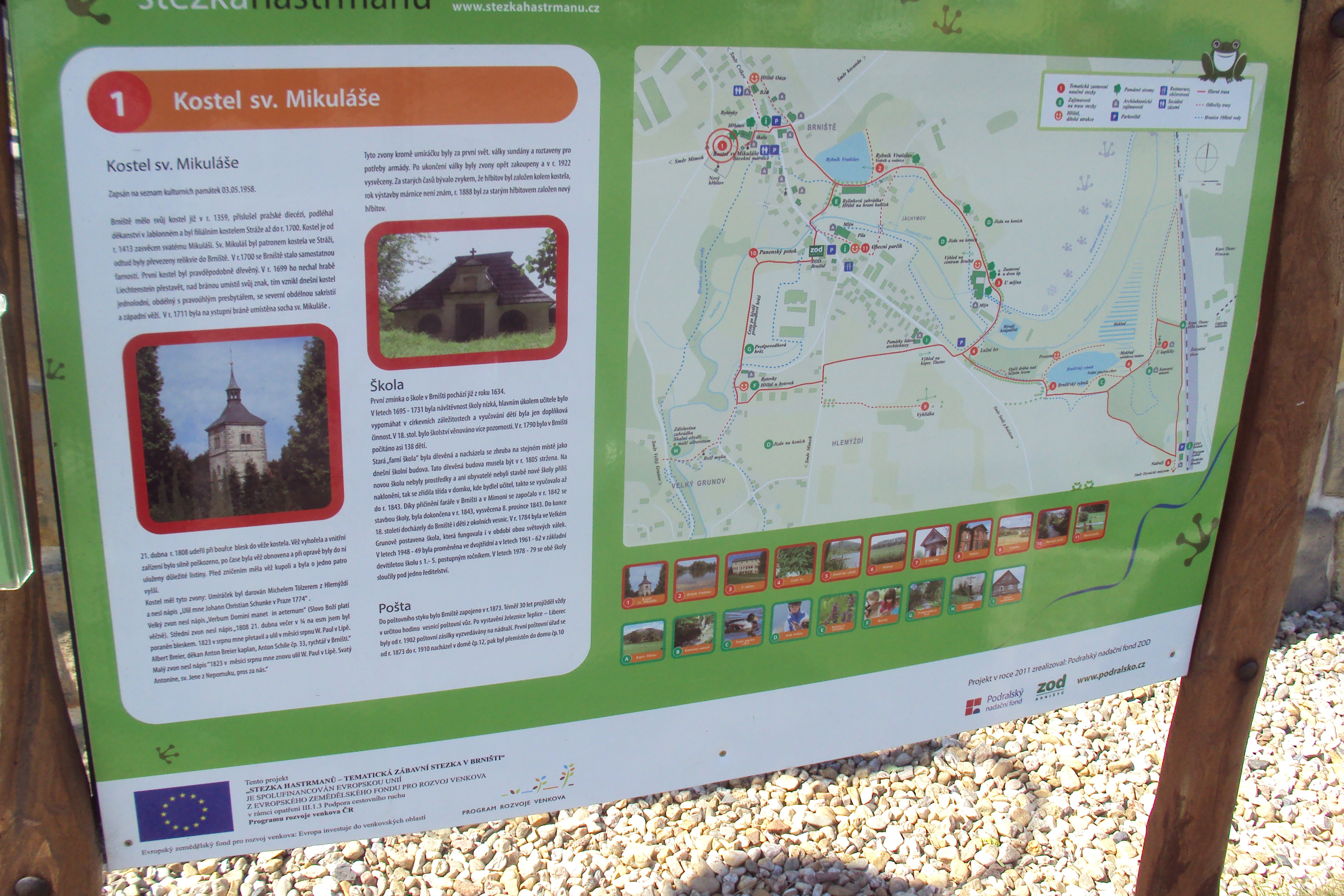
Stezka hastrmanů s pojednáním o kostele

V období komunistické totality kostel značně zchátral, kněz přestal sídlit v Brništi a duchovní správa se konala z Mimoně. V 80. letech 20. století provedl mimoňský farář Václav Horniak opravu věže kostela. 25. května 1987 byl otevřen „knoflík“ na věži a bylo vyňato pouzdro se třemi pamětními listy. Spisy spolu s nalezenými mincemi byly předány do okresního archivu v České Lípě, kde byly přidány k písemnostem fondu farního úřadu Brniště. Do pouzdra knoflíku byly vloženy nové zápisy o novodobé historii obce. Původní hřbitov kolem kostela přestal být používán a již v roce 1888 byl v obci založen nový hřbitov.
Kostel je ve správě Římskokatolické farnosti Brniště. Mše jsou slouženy knězem z Mimoně každou neděli odpoledne v sakristii. Technický stav kostela je špatný. Kostel byl zakomponován jako úvodní stanoviště naučné Stezky hastrmanů. 24. května 2013 se poprvé v kostele pořádala akce Noc kostelů s bohatým programem.

## Architektura

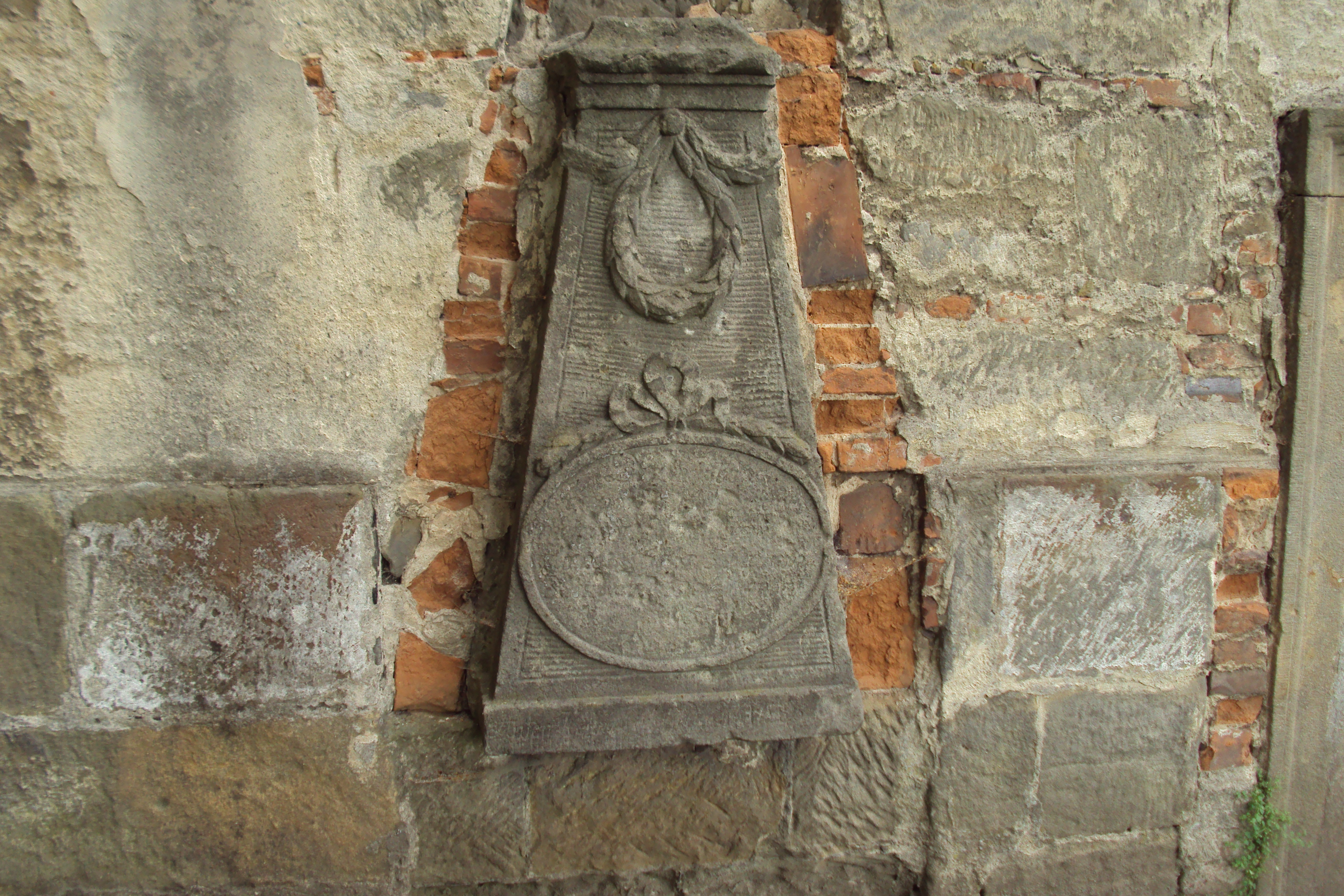
Náhrobník na kostele

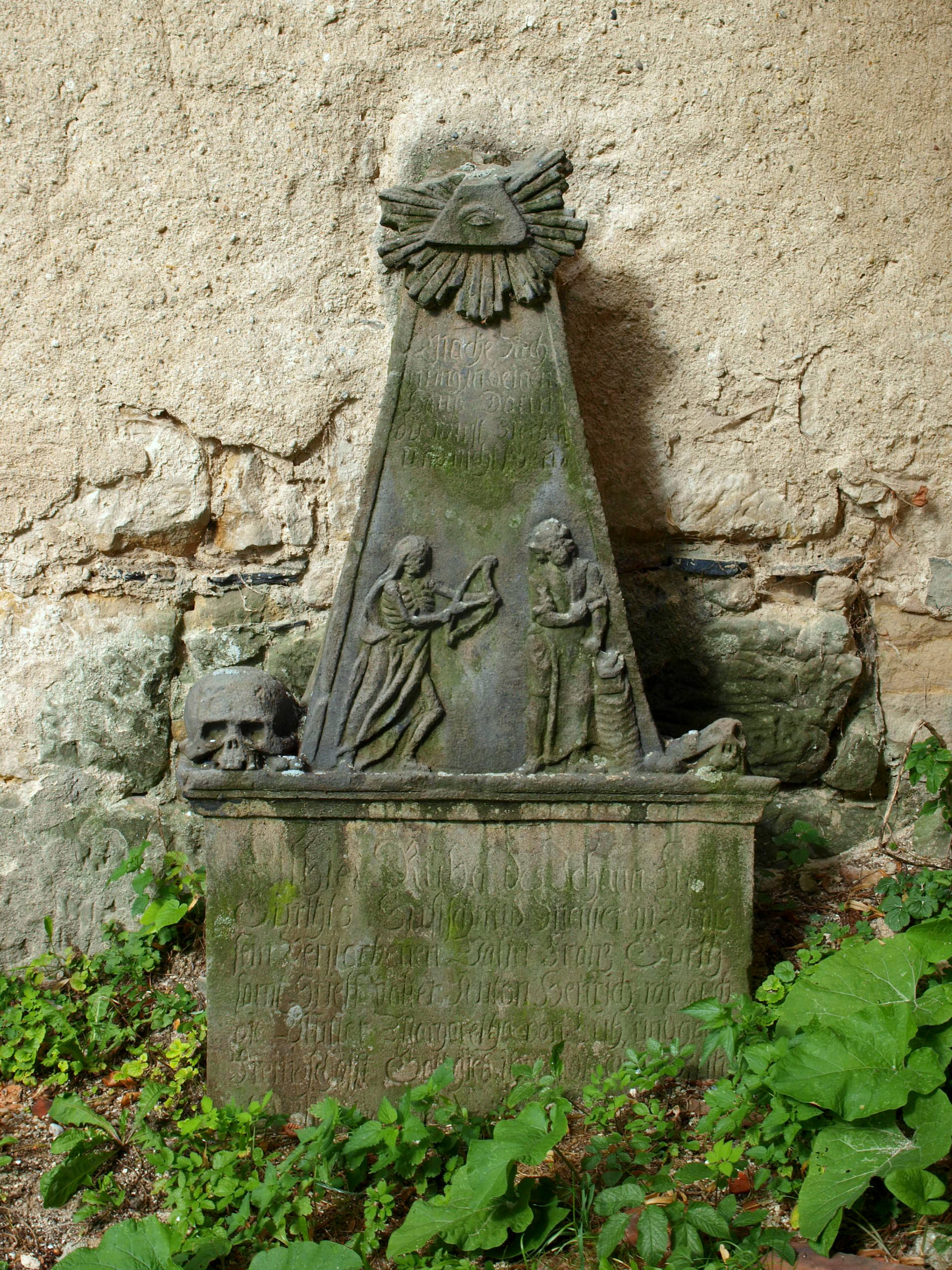
Náhrobek u kostela

### Exteriér
Jedná se o jednolodní, obdélnou sakrální stavbu s pravoúhlým presbytářem. Na sever má obdélnou sakristii a na západ hranolovou věž. Vnější stěny kostela jsou hladké, nároží věže je bosováno. Okna jsou obdélná, půlkruhově ukončená. Ve věži se nachází vstupní portál s převýšenou zalamovanou římsou a kartuší.

### Interiér
V lodi má kostel strop a dřevěnou trojbokou kruchtu. Presbytář kostela je sklenut plackou, na které se nachází nová figurální nástěnná malba. Po severní straně presbytáře je oratoř.
Hlavní oltář je rokokový z doby po polovině 18. století. Boční oltář Panny Marie pochází ze 2. čtvrtiny 18. století. Oltář Krista Pána ze 2. čtvrtiny 18. století. Kazatelna je ze 2. čtvrtiny 18. století a je opatřena figurální výzdobou. Dřevořezba Snímání z kříže je zřejmě ze 16. století. Křtitelnice pochází ze 2. čtvrtiny 18. století. Krucifix je barokní. Sošky sv. Mikuláše a sv. Jana Nepomuckého, které jsou na konzolách v presbytáři jsou barokní. Rovněž obraz Svaté rodiny je barokní.

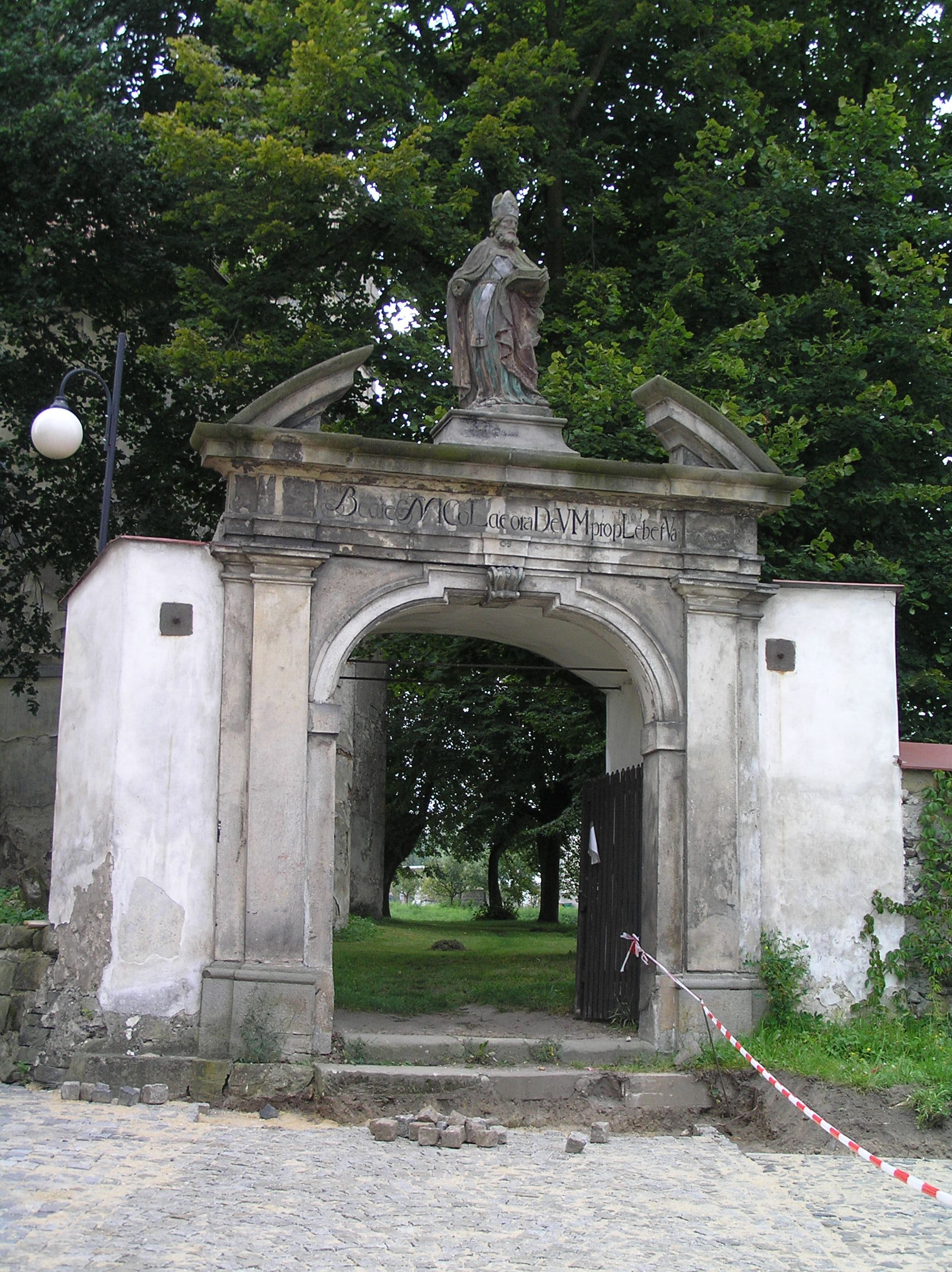
Vstupní brána do areálu

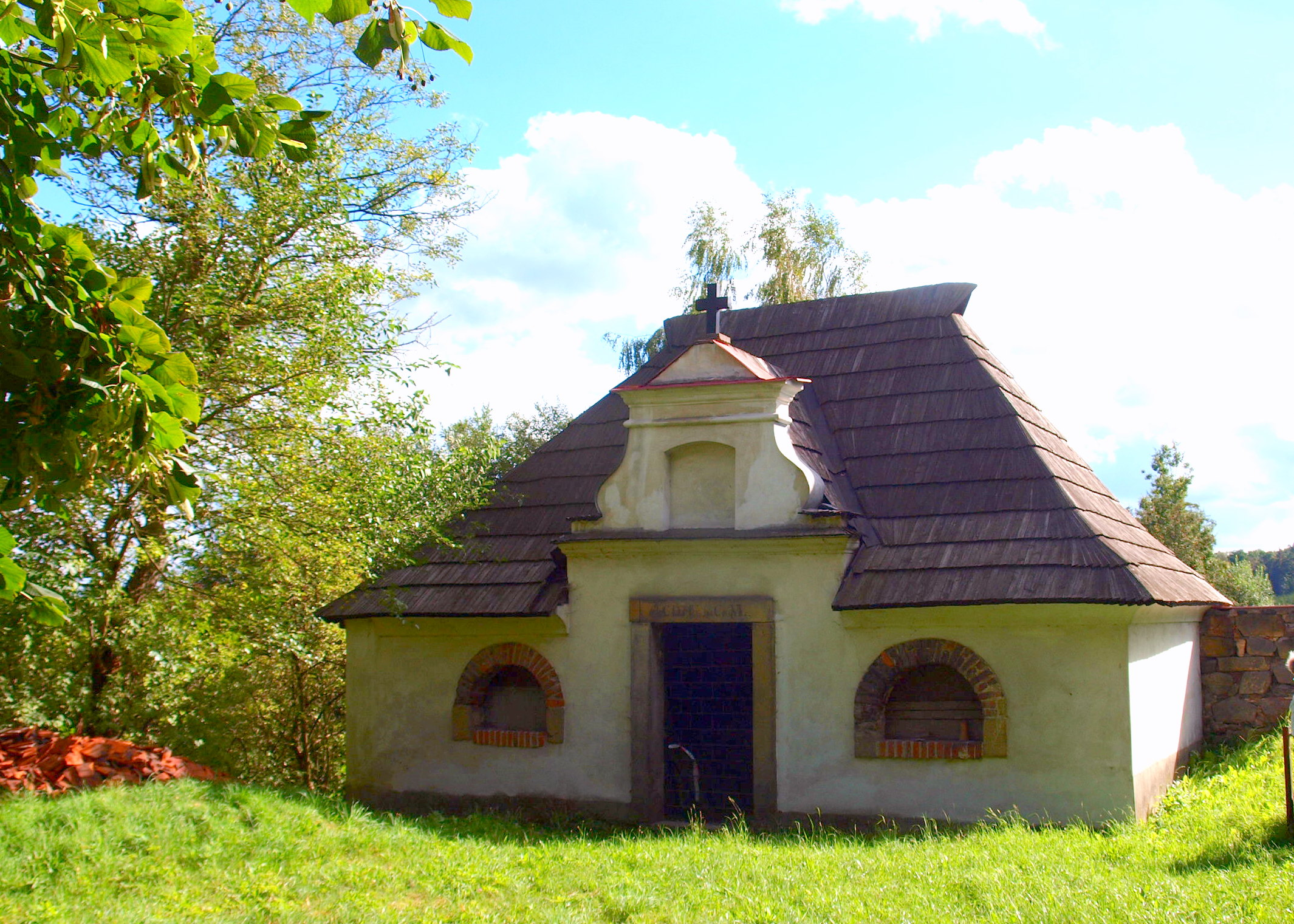
Stará márnice při kostele

### Kostelní areál se hřbitovem
Obezděný kostelní areál se hřbitovem a márnicí má barokní vstupní bránu, na které je socha sv. Mikuláše datovaná rokem 1711. Při zdi kostela se nacházejí klasicistní náhrobníky. Nedaleko areálu je kaple čtvercového půdorysu s trojúhelníkovým štítem v průčelí a se soškou Madony v jeho nice.